# Edwin T. Layton
Edwin Thomas Layton ( Nauvoo, Illinois, 7 de abril de 1903-Carmel, California,12 de abril de 1984) fue un marino de la Armada de los Estados Unidos con el rango de contraalmirante, su labor como oficial del inteligencia durante el Frente del Pacífico, sus habilidades de evaluación y asertiva interpretación de los acontecimientos fueron vitales durante las primeras etapas de los conflictos en el que intervino. 

## Biografía
Edwin T. Layton fue vástago de un matrimonio compuesto por George E. Layton y su esposa Mary C. Layton, nacido en 1903, Layton asistió a la Academia Naval de los Estados Unidos en Annapolis, Maryland y se graduó en 1924. Layton pasó los siguientes cinco años con la Flota del Pacífico a bordo del acorazado USS West Virginia y el destructor USS Chase especializándose en artillería. 
En 1929, Layton fue asignado a la Embajada de Estados Unidos en Tokio como agregado naval, donde permaneció durante tres años. 
Layton fue uno de los pocos oficiales navales seleccionados para ir a Japón a recibir capacitación en idioma japonés. Significativamente, en su viaje a Japón conoció a otro joven oficial naval, Joseph J. Rochefort, asignado al mismo deber. Ambos a futuro constituirían una dupla muy capaz en la guerra.
Ambos se convirtieron en oficiales de inteligencia de la Armada, Rochefort se especializó en esfuerzos de descifrado de códigos encriptados y Layton en el uso de información de inteligencia e interpretación para elaborar juegos de guerra, ganando notoriedad por evaluar contextos con base en fragmentos de información. Rochefort eventualmente pasó a convertirse en jefe del departamento de inteligencia en Hawái en el departamento HYPO.
Los últimos cuatro meses los pasó en Beijing como agregado naval asistente en la Legación estadounidense. Su habilidad lingüística y fluidez en japonés demostraron ser activos invaluables a medida que avanzaba su carrera, más aún cuando comenzó la Segunda Guerra Mundial en Europa y por sobre todo cuando se estableció el llamado concepto de Potencias del Eje con la alianza del Pacto Tripartito.

## Antesala de la guerra del Pacífico
En 1936 fue asignado a la Oficina de Inteligencia Naval (ONI) en Washington, y luego desde 1937 hasta 1940 volvió a Japón como adjunto militar a la embajada donde, conoció al almirante Isoroku Yamamoto y compartir socialmente con otros oficiales de rango en las recepciones. Layton utilizaría el conocimiento de estas personalidades con gran ventaja más adelante en el análisis de inteligencia naval y la planificación de batallas durante la guerra.
Después de comandar brevemente el USS Boggs (DD-136) en 1940, el teniente comandante (LCDR) Layton fue asignado como Oficial de Inteligencia de la Flota al comandante en jefe de la Flota del Pacífico de EE. UU. (CINCPACFLT) bajo la supervisión de Rochefort donde Layton estuvo a cargo de toda el área del Pacífico.
En aquella época, la inteligencia militar estaba burocratizada por organismos gubernamentales de Washington, y sus informes eran canalizados por el alto mando.
El acceso a  MAGIC estaba restringido a los mandos, excepto el presidente, el secretario de Guerra, Henry L. Stimson y el encargado de inteligencia en Washington, Richmond K. Turner.
La información no siempre llegaba a los estamentos a quienes le concernía. Layton pasó a formar parte por un corto periodo del Estado mayor de Kimmel y luego fue transferido a la oficina de inteligencia en 1941.

## Guerra con Japón
Layton y Rochefort,  estaban en Pearl Harbor durante el mandato del almirante Husband E. Kimmel, ambos trabajaron en estrecha colaboración en los meses previos al ataque, entre otras cosas tratando de resolver aspectos dentro del contexto internacional más amplio, los planes ofensivos de Japón. Estados Unidos poseía para esa fecha la desencriptación del código púrpura de comunicaciones diplomáticas japonés en forma muy limitada. Las comunicaciones entre la embajada nipona en Washington y Japón estaban intervenidas y los mensajes en clave eran descifrados apenas eran transmitidos, pero con desfase de tiempo.

### Pearl Harbor
Los informes de inteligencia sobre un inminente ataque por parte del Japón con probable fecha y hora fueron emitidos y recibidos en Washington por el jefe de la Secretaría de Guerra, Henry L. Stimson y el encargado de inteligencia en Washington, Richmond K. Turner; asimismo por el jefe de operaciones navales, el general Harold R. Stark siendo considerados como conjeturas peligrosas o alarmistas y desestimados.
El acceso a la información de MAGIC estaba restringido a la cadena de mando, esto dificultó la entrega de alertas más efectivas y directrices concisas a quienes debían ser los depositarios ejecutivos, el general Walter Short y el mismo almirante Kimmel en Hawái. Ambos oficiales solo tenían instrucciones de tomar medidas contra supuestos sabotajes en las bases militares de Hawái, hasta que finalmente sucedió el ataque a Pearl Harbor. Ambos oficiales Short y Kimmel vieron arruinadas sus carreras.

### Midway
Kimmel fue reemplazado por el almirante Chester W. Nimitz el 17 de diciembre de 1941, Nimitz no solo mantuvo a Layton y Rochefort en sus puestos, sino que les dio todo el respaldo para continuar sus labores. En mayo, Layton predijo que el próximo objetivo japonés sería Midway, mientras que el almirante Turner predecía Port Moresby o las islas Aleutianas como el siguiente objetivo japonés. 
Nimitz dio crédito al equipo de inteligencia HYPO al enterarse de que los japoneses llamaban AF a su próximo objetivo. Rochefort y Layton sugirieron a Nimitz que se emitiera un mensaje sin descifrar indicando un fallo en la planta desaladora de agua. 8 horas después, se interceptó un mensaje en que se indicaba que en AF escaseaba el agua. Layton informó a Nimitz y se tuvo la certeza del próximo objetivo.  Layton posteriormente informó la fecha probable como el 3 de junio.
Layton permaneció en el personal de la Flota del Pacífico hasta febrero de 1945, seguido de un período de servicio de tres años como Comandante del Depósito de Red Naval de EE. UU. en Tiburon, California. Durante este tiempo, el almirante Chester W. Nimitz, como muestra de su reconocimiento a las contribuciones de Layton, lo invitó a la Bahía de Tokio cuando los japoneses se rindieron formalmente el 2 de septiembre de 1945.[cita requerida]

## Guerra de Corea
A partir de 1950, Layton pasó seis meses como Oficial de Inteligencia en el personal del Comandante, Decimocuarto Distrito Naval en Hawái. Sus habilidades de evaluación y aguda interpretación de los acontecimientos fueron vitales durante las primeras etapas del conflicto. En 1951, por un período de dos años, asumió su antiguo cargo de Oficial de Inteligencia de la Flota en el personal del Comandante en Jefe de la Flota del Pacífico.

## Vida final
En 1953, con el fin de la guerra coreana, Layton fue asignado al estado mayor del Estado Mayor Conjunto, donde fue subdirector de inteligencia y luego subdirector. Su último deber antes de jubilarse fue director por dos años de la Escuela de Inteligencia Naval en la Estación de Recepción Naval, Washington D. C..
Layton se jubiló en 1959 con el grado de almirante. Trabajó para Northrop Corporation como Director de Operaciones del Lejano Oriente en Tokio, Japón, de 1959 a 1963. Se jubiló de Northrop en 1964 y se mudó a Carmel, California. 
No fue sino hasta la década de 1980 que se desclasificaron muchos de los documentos sobre Pearl Harbor y Midway. Su libro, And I Was There: Pearl Harbor and Midway — Breaking the Secrets , fue escrito con los coautores Roger Pineau y John Costello y fue publicado en 1985, un año después de la muerte de Layton. Como aparece en los agradecimientos de los libros, su esposa, Miriam, ayudó a la publicación del libro no solo alentando al contraalmirante Layton a publicar su historia, sino también dando a sus colaboradores acceso a sus notas y artículos de investigación después de su muerte.
Layton falleció en Carmel, California el 12 de abril de 1984, sus cenizas fueron lanzadas al mar en Monterey County.